# ヒロイン (BUCK-TICKの曲)
「ヒロイン」は、日本のロックバンド、BUCK-TICKの12枚目のシングル。1997年11月12日にマーキュリーより発売された。初回盤のみオリジナル・ステッカー封入。

## 解説
アルバム『SEXY STREAM LINER』からの先行シングル。前作「キャンディ」から1年半ぶりとなるシングルで、マーキュリー移籍後、最初の作品であり、バンドにとって8cmCDで発売された最後のシングルである。

## 収録曲
1. ヒロイン (4:21)
  - 作詞：櫻井敦司、作曲：今井寿、編曲：BUCK-TICK

ドラムンベースを取り入れた楽曲。打ち込みのリズム・パターンに生のドラムを合わせている。櫻井はタイトルのある単語との語感の類似性は自覚しつつも[1]、前作「キャンディ」がNHKで演奏できなかったことを踏まえ、ラジオや地上波でオンエアされるよう、配慮しながら作詞した[2]。その甲斐あって、無事『ポップジャム』出演時には「ヒロイン」が演奏された。
2. 螺旋 虫 -tapeworm mix- (4:45)
  - 作詞：櫻井敦司、作曲：星野英彦、編曲：BUCK-TICK

アルバム収録曲のリミックス・バージョン。ドラムレスで打ち込み主体となったことでアンビエント色がより強調されている[2]。

## 参加ミュージシャン
- 櫻井敦司 - ボーカル
- 今井寿 - ギター、ノイズ、ボーカル
- 星野英彦 - ギター
- 樋口豊 - ベース
- ヤガミトール - ドラムス

### サポートミュージシャン
- 横山和俊 - マニピュレート、キーボード、ノイズ

## 収録アルバム
- 『SEXY STREAM LINER』(#1・#2)（アルバム・バージョン）
- 『SWEET STRANGE LIVE DISC』(#1・#2)（ライブ・バージョン）
- 『97BT99』(#1・#2)
- 『at the night side』(#1)（ライブ・バージョン）
- 『CATALOGUE VICTOR→MERCURY 87-99』(#1)